# Amanda Lindhout
Amanda Lindhout, née le 12 juin 1981 à Red Deer,, est une humanitaire canadienne, conférencière et journaliste.
Le 23 août 2008, elle et des membres de son entourage sont enlevés par des insurgés islamistes dans le sud de la Somalie. Elle est libérée 15 mois plus tard, le 25 novembre 2009, et s'est depuis lancé dans une carrière philanthropique. En 2013, elle publie le livre, A House in the Sky: A Memoir, dans lequel elle raconte sa jeunesse, ses voyages en tant que jeune adulte et son expérience d'otage. En 2014, le livre est adapté en film par Megan Ellison, l'actrice Rooney Mara joue le rôle d'Amanda Lindhout.

## Biographie

### Jeunesse
Amanda Lindhout est né en 1981 à Red Deer, en Alberta, au Canada. Après la séparation de ses parents, elle vit à Sylvan Lake, en Alberta. Elle et ses deux frères (Mark et Nathaniel) sont élevés par leur mère, Lorinda. Amanda passe une grande partie de sa jeunesse à lire le magazine National Geographic. Le père d'Amanda Lindhout a des problèmes de santé chroniques et dépend des prestations d'invalidité. Sa mère occupe un emploi au salaire minimum. Amanda Lindhout a très tôt des aspirations à devenir mannequin et fait quelques brefs travaux de mannequinat. Elle envisage également de s'inscrire dans une école d'esthéticienne.

### Carrière de journaliste

#### Télévision
À 24 ans, Amanda Lindhout quitte son emploi de serveuse de cocktails pour devenir journaliste. Elle utilise son salaire de serveuse pour financer des voyages de reportage dans diverses zones de conflit à travers le monde. Amanda Lindhout commence sa nouvelle carrière de journaliste en Afghanistan, arrivant dans la capitale Kaboul en mai 2007. Elle rejoint par la suite Bagdad, en Irak, en janvier 2008, où elle travaille en freelance pour la télévision publique iranienne Press TV. Cela conduit certains journalistes canadiens à la critiquer, en raison de la réputation de Press TV de produire de la propagande d'État. Pendant son séjour en Irak, des rapports indiquent que la journaliste a été kidnappée à Sadr City. Elle aurait été relâchée quelques heures plus tard, après avoir payé une rançon à ses ravisseurs. Cependant, Amanda Lindhout nie dans son livre avoir été kidnappée en Irak. Elle écrit qu'elle a plutôt été emmenée au siège du parti Sadr et interrogée sur ses affiliations politiques, et qu'elle a pu appeler un ami irakien qui s'est assuré qu'elle serait libérée dans l'heure.

#### Enlèvement
Au moment de l'enlèvement d'Amanda Lindhout en Somalie, elle n'est apparemment affiliée à aucune agence de presse autre que le Red Deer Advocate de l'Alberta. Elle écrit une chronique pour le petit quotidien. Plusieurs médias laissent entendre qu'Amanda Lindhout est en Somalie en mission pour France 24. Cependant, Nathalie Lenfant, porte-parole de l'organisation, indique que la journaliste n'a envoyé que quelques reportages à l'agence de presse depuis l'Irak. Nathalie Lenfant déclare également que France 24 a décliné deux propositions d'Amanda Lindhout pour servir de correspondant pour l'organisation en Irak et en Somalie. Selon la porte parole, l'agence de presse a ensuite décidé de confirmer qu'Amanda Lindhout était en mission indépendante pour elle car que les représentants de France 24 "pensaient qu'il serait préférable qu'elle puisse être considérée comme faisant partie de la structure d'une grande entreprise".
Le 23 août 2008, deux jours après leur arrivée à Mogadiscio, Amanda Lindhout et Nigel Brennan, un photojournaliste indépendant australien de 37 ans venant de Brisbane, sont enlevés avec leur traducteur somalien, Abdifatah Mohammed Elmi, leur chauffeur, Mahad Isse, et un chauffeur de l'hôtel Shamo, Marwali. Ils sont en route pour mener des interviews dans un camp de personnes déplacées à l'intérieur du pays (PDI) lorsqu'ils sont arrêtés par des hommes armés. Les ravisseurs sont des adolescents insurgés du groupe fondamentaliste Hizbul Islam. Les deux journalistes ont été kidnappés à la place de deux de leurs confrères plus expérimentés (dont l'un était le journaliste de National Geographic, Robert Draper), qui ont ce matin-là renforcé leur sécurité avant de partir visiter un camp de réfugiés. À cause de ces changements, Lindhout et Brennan sont kidnappés à la place. Pendant sa captivité, Amanda Lindhout est séparée de son confrère, et par la suite violée et torturée à plusieurs reprises.
Le 17 septembre, Al Jazeera présente des images de Lindhout et Brennan en captivité entourés d'hommes armés. Le 13 octobre 2008, les ravisseurs exigent une rançon de 2,5 millions de dollars américains avant le 28 octobre. Le 23 février 2009, l'Association canadienne des journalistes exhorte le premier ministre Stephen Harper à aider à obtenir la libération de Lindhout et de Khadija Abdul Qahaar, une Canadienne qui a été kidnappé en novembre.
Abdifatah Mohammed Elmi et les deux pilotes sont libérés le 15 janvier 2009. Les ravisseurs réduisent ensuite la demande de rançon à 1 million de dollars.
Le 10 juin 2009, CTV News reçoit un appel téléphonique d'Amanda Lindhout en larmes qui semble lire une déclaration : "Je m'appelle Amanda Lindhout, je suis une citoyenne canadienne et j'ai été prise en otage par des hommes armés en Somalie pendant près de 10 mois. Je suis dans une situation désespérée. Je suis détenu dans une pièce sombre, sans fenêtre, enchaîné, sans eau potable et peu ou pas de nourriture. J'ai été très malade pendant des mois sans aucun médicament.... J'aime mon pays et je veux vivre pour le revoir. Sans nourriture ni médicaments, je mourrai ici peu.".
Le 25 novembre 2009, après 460 jours de détention, Amanda Lindhout et Nigel Brennan sont libérés à la suite du paiement d'une rançon effectué par leurs familles par l'intermédiaire d'une entreprise privée spécialisée dans les enlèvements et le paiement de rançons,. Elle est hospitalisée à Nairobi pendant deux semaines et traitée pour une malnutrition aiguë. Après sa libération, Amanda  Lindhout déclare qu'elle a trouvé la couverture de son expérience d'otage sensationnelle. En septembre 2013, Tina Brown du Daily Beast est accusée d'avoir publié à tort des histoires sur Amanda Lindhout pendant sa captivité, y compris une fausse histoire sur une grossesse présumée qui n'a jamais eu lieu. Un démenti est publié par la National Public Radio en réponse.
Le 12 juin 2015, la GRC annonce l'arrestation d'Ali Omar Ader, à Ottawa, le décrivant comme le "principal négociateur" dans la prise d'otages d'Amanda Lindhout et Nigel Brennan. Le 18 juin 2018, il est condamné à 15 ans de prison pour l'enlèvement.

### Mémoires
En 2013, Amanda Lindhout publie le livre de ses mémoires, coécrit avec la journaliste Sara Corbett, intitulé A House in the Sky, racontant son expérience en tant qu'otage. Elle indique dans le livre que son motif pour voyager en Somalie au milieu d'une insurrection est le manque de concurrence d'autres journalistes couvrant la région, ainsi que la possibilité de documenter des histoires d'intérêt humain uniques. Une fois retenue en otage, elle raconte qu'elle et Nigel Brennan sont séparés de force puisqu'ils ne sont pas mariés, et qu'elle a ensuite été torturée et violée à plusieurs reprises par ses ravisseurs adolescents. Amanda Lindhout affirme qu'elle et son confrère se sont convertis à l'islam pour à la fois apaiser leurs ravisseurs et se faciliter la vie,. Bien qu'il ait été rapporté qu'Amanda Lindhout avait donné naissance à un garçon nommé Oussama pendant sa captivité, elle rejette ces rumeurs comme des "commérages".
Chris Selley du National Post écrit que le livre est "un sacré bon journalisme". Eliza Griswold du New York Times déclare à propos du livre que "son histoire, racontée de manière exquise avec sa co-auteure, Sara Corbett, une écrivaine collaboratrice du New York Times Magazine, est bien plus qu'un conte d'aventure gonzo qui a mal tourné, c'est l'histoire déchirante du passage à l'âge adulte d'une jeune femme et un récit extraordinaire de pardon et de triomphe spirituel.". Le USA Today écrit à propos de son expérience que "l'optimisme écarquillé et la détermination inébranlable qui l'ont conduite au danger l'ont également maintenue en vie. Au cours des mois où elle a vécu dans l'obscurité et enchaînée, elle a conservé sa santé mentale en s'échappant à travers ses souvenirs de voyage dans le monde, imaginant les images saisissantes des anciens numéros de National Geographic qu'elle a trouvées en plongeant dans les poubelles lorsqu'elle était enfant.".
Le livre est devenu un best-seller du New York Times, et est nommé comme étant l'un des 100 meilleurs livres canadiens non fictionnels par The Globe and Mail. Il est également nommé meilleur livre de l'année 2013 dans la catégorie Biographies et mémoires par Amazon, en plus de la liste des meilleurs livres de l'année publiée par Vogue. O Magazine répertorie le livre comme l'une de ses recommandations sur sa liste de lecture de l'hiver 2014. Il remporte également le CBC Bookie Award 2014 de la meilleure œuvre non fictionnelle canadienne.
Le livre est critiqué par certains journalistes,,,. Certains des récits d'événements d'Amanda Lindhout contredisent ceux trouvés dans les mémoires publiés plus tôt de son co-captif, Nigel Brennan,. Le 25 juin 2014, les mémoires d'Amanda Lindhout sont choisis par Annapurna Pictures afin de créer une adaptation à l'écran du livre. Les producteurs du projet doivent être la fondatrice d'Annapurna, Megan Ellison, et Rooney Mara, qui doit également jouer le rôle de la journaliste dans le film.

### Carrière humanitaire

#### Prises de parole

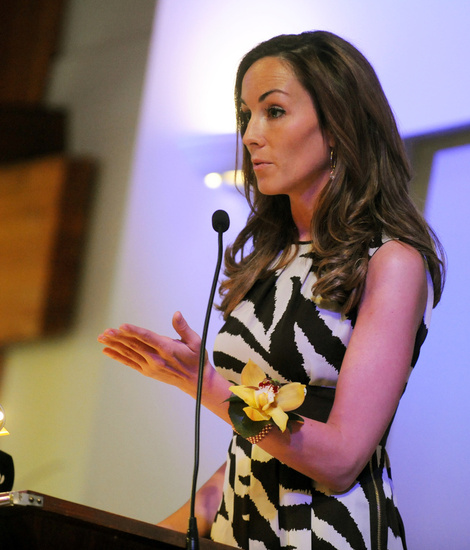
Amanda Lindhout lors d'une allocution.

En 2010, Amanda Lindhout s'adresse à l'Association des Nations unies à Ottawa sur les droits des femmes.
En juillet 2010, Google Ideas demande à Amanda Lindhout de modérer un panel d'anciens extrémistes violents lors du Sommet contre l'extrémisme violent à Dublin, en Irlande. L'événement est le plus grand rassemblement d'anciens extrémistes violents jamais organisé et est organisé par Google, le Council of Foreign Relations et le Tribeca Film Festival. La journaliste anime un panel qui comprend un ancien militant somalien d'Al-Shabaab, Mohamed Abdullahi Mohamed. Elle demande à Mohamed comment il justifie les blessures et les morts de civils alors qu'il était membre du groupe d'insurgés, mais il aborde plutôt les motifs politiques qui l'ont poussé à rejoindre le groupe.
Lors de l'événement One Billion Rising de 2013 à Calgary, Amanda Lindhout parle pour la première fois en termes francs des violences qu'elle a subie en Somalie aux mains de ses ravisseurs adolescents. Le discours fait partie du V-Day, un mouvement militant mondial pour mettre fin à la violence sexiste. One Billion Rising est une campagne internationale pour mettre fin à la violence contre les femmes. Elle prend également la parole lors de l'événement We-day à Winnipeg plus tard cette année-là,.

#### La Global Enrichment Foundation
En 2010, Amanda Lindhout fonde la Global Enrichment Foundation pour créer plus d'opportunités en Somalie en offrant des bourses universitaires aux femmes. Elle est actuellement directrice exécutive de l'organisation, avec Ahmed Hussen, président du Congrès somalo-canadien, agissant en tant que codirecteur de l'organisation. Aurala Warsame, chercheuse somalienne à l'université de l'Alberta à Edmonton, supervise le programme et sélectionne les premiers candidats.
En collaboration avec diverses institutions universitaires privées à travers la Somalie, le programme de bourses d'études pour les femmes somaliennes (SWSP) de la fondation offre des opportunités d'enseignement supérieur aux femmes somaliennes sur une base de contribution. La fondation de Lindhout vise à envoyer chaque année 100 femmes du pays à l'université pendant les quatre prochaines années, et parraine l'enseignement supérieur pour 36 femmes, qui doivent devenir enseignantes, médecins, écologistes et ingénieurs, entre autres professions. La fondation lance également l'initiative de micro-prêt SHE WILL pour autonomiser financièrement les veuves et autres femmes somaliennes.
En réponse à la sécheresse de 2011 en Afrique de l'Est, la fondation lance son programme "Convoy for Hope". L'initiative reçoit un don de 1 million de dollars de la société Chobani Yoghurt. Dans le cadre de l'organisation, les enseignants du Memorial Composite collectent également des fonds pour parrainer l'équipe féminine de basket-ball Sankaroos de l'école Abaarso en Somalie,, et un groupe d'élèves du secondaire en Alberta recueille plus de 23 000 $ pour soutenir le travail éducatif de la fondation.

#### Retour en Afrique
Le travail d'Amanda Lindhout pour la Global Enrichment Foundation la ramène finalement en Somalie en juillet 2011. Accompagnée par The National de CBC, qui filme un documentaire sur elle intitulé Return To Africa. Amanda Lindhout visite le complexe de réfugiés de Dadaab au Kenya dans le cadre d'un projet éducatif de 60 millions de dollars pour les enfants du camp, dont beaucoup ont fui le conflit dans le sud de la Somalie. Elle tente de concilier sa peur de l'enlèvement avec son profond engagement à aider les demandeurs d'asile. Cependant, ses efforts sont critiqués par Badu Katelo, commissaire kenyan pour les réfugiés, qui suggère que la meilleure solution au problème est une intervention militaire dans les zones de conflit somaliennes.
À la tête d'un grand convoi transportant de l'aide alimentaire pour 14 000 personnes dans la ville de Dobley, dans le sud de la Somalie, elle est accueillie par le gouvernement fédéral de transition somalien. Amanda Lindhout décrit le voyage comme "une opportunité pour moi de regarder cette peur et peut-être de la laisser partir, cette peur que je porte avec moi depuis un certain temps". Son projet "Convoys For Hope" continue à fournir des secours et prévoit d'aider 300 000 personnes supplémentaires pendant la sécheresse.

## Prix et distinctions
Le 23 février 2010, la députée albertaine Manmeet Bhullar parle de la libération d'Amanda Lindhout à l'Assemblée législative de l'Alberta, déclarant qu'il n'y a pas d'honneur ou de médaille assez prestigieux pour récompenser la journaliste d'avoir mis sa vie en danger pour aider les autres et pour avoir reconnu que ses ravisseurs ont eux-mêmes besoin d'aide. En juin 2012, Amanda Lindhout reçoit le "Red Deer Women of Excellence Award in Human Services" de la Red Deer & District Community Foundation. En mars 2012, elle prend la parole lors de la Clinton Global Initiative annuelle en abordant son travail humanitaire dans la Corne de l'Afrique avec la Global Enrichment Foundation,. Amanda Lindhout reçoit un doctorat en droit, honoris causa, de l' Université de Lethbridge le 30 mai 2014. La chancelière de l'institution, Shirley McClellan, décrit l'histoire de la journaliste comme "une d'une persévérance et d'une compassion incroyables" et exprime son admiration pour Amanda Lindhout pour avoir utilisé son expérience d'otage comme une impulsion pour effectuer le changement.